# Guénin
Guénin (bretonisch: Gwennin) ist eine französische Gemeinde mit 1895 Einwohnern (Stand 1. Januar 2022) im Département Morbihan in der Region Bretagne.

## Lage
Guénin liegt im südlichen Teil des Zentrums der Bretagne und gehört zum Pays de Pontivy.
Nachbargemeinden sind Pluméliau-Bieuzy mit Pluméliau im Norden, Évellys mit Remungol im Nordosten, Plumelin im Osten, La Chapelle-Neuve im Südosten, Baud im Süden und Westen und Saint-Barthélemy im Nordwesten.
In Nord-Süd-Richtung führt die D 768 westlich der Gemeinde durch, die Verbindung von Pontivy nach Auray. Südlich von Guénin verläuft die RN 24 von Lorient nach Rennes. Mitten durch die Gemeinde fließt das Flüsschen Ével.

## Geschichte
Die Gemeinde gehört historisch zur bretonischen Region Bro-Gwened (frz. Vannetais) und innerhalb dieser Region zum Gebiet Bro Baod (frz. Pays de Baud) und teilt dessen Geschichte. Der Ortsname ist vom heiligen Saint-Guénin abgeleitet, der im 7. Jahrhundert Bischof von Vannes war.

### Bevölkerungsentwicklung
| Jahr      | 1962 | 1968 | 1975 | 1982 | 1990 | 1999 | 2006 | 2019 |
| Einwohner | 1704 | 1517 | 1433 | 1319 | 1239 | 1227 | 1362 | 1822 |

## Sehenswürdigkeiten
- Ortszentrum, Bourg genannt
- Kirche Saint-Guénin aus den Jahren 1773/1774
- Kapelle Notre-Dame du Manéguen aus dem Jahr 1577
- Kapelle Saint-Michel aus dem Jahr 1524
- Kapelle Saint-Nicodème aus dem 15. Jahrhundert
- zahlreiche Wegkreuze und ein Calvaire

Quelle:

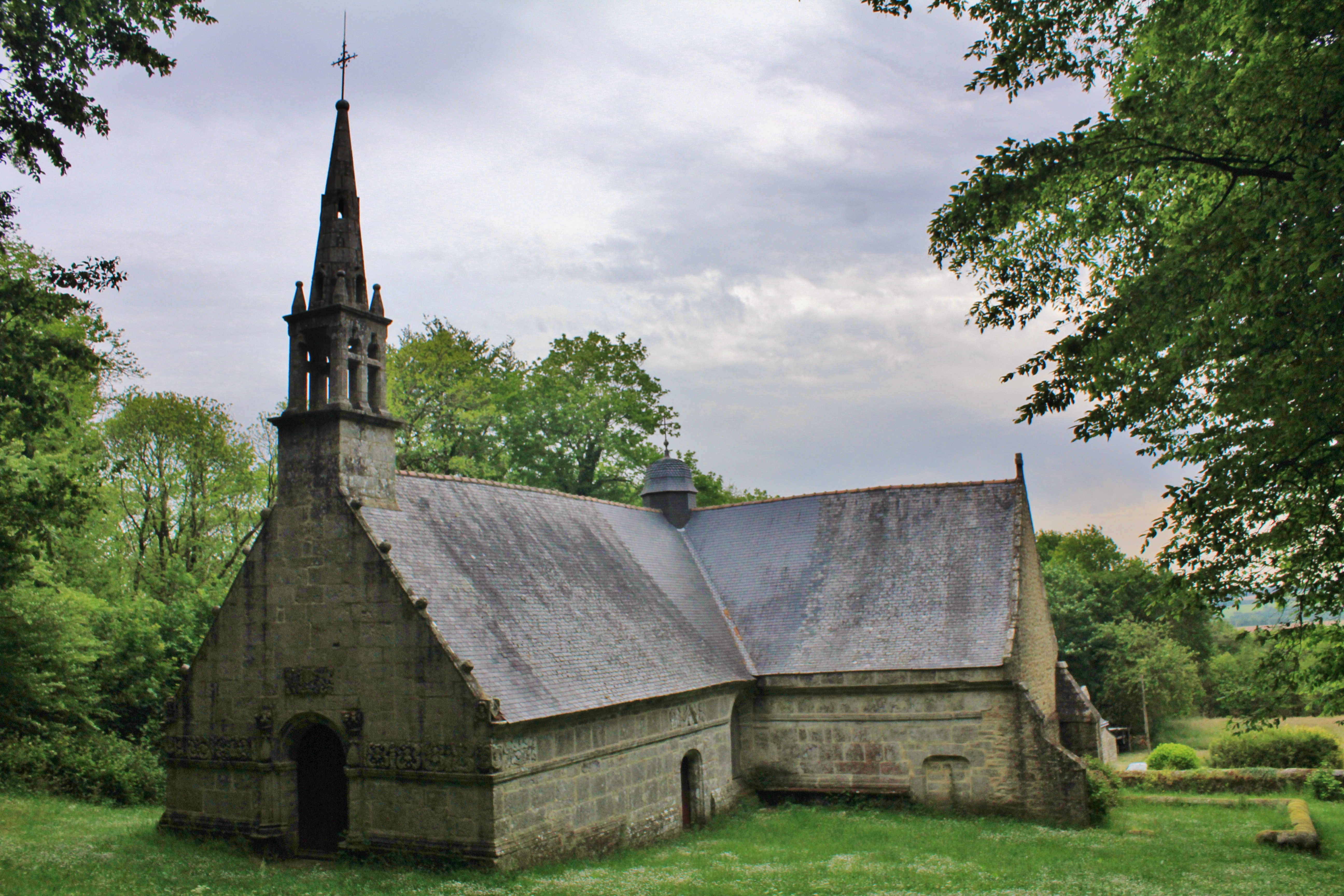
Kapelle Notre-Dame du Manéguen
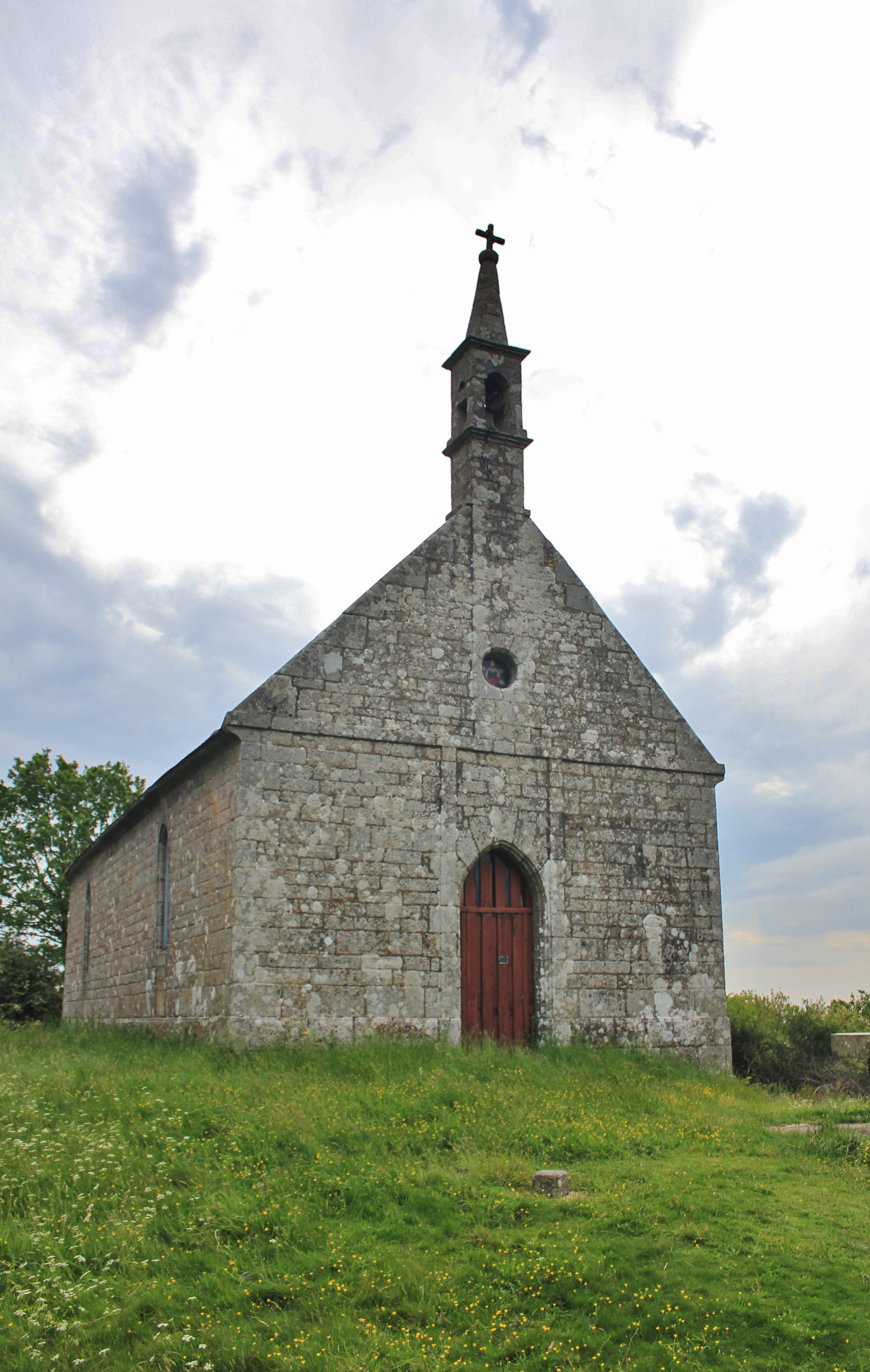
Kapelle Saint-Michel
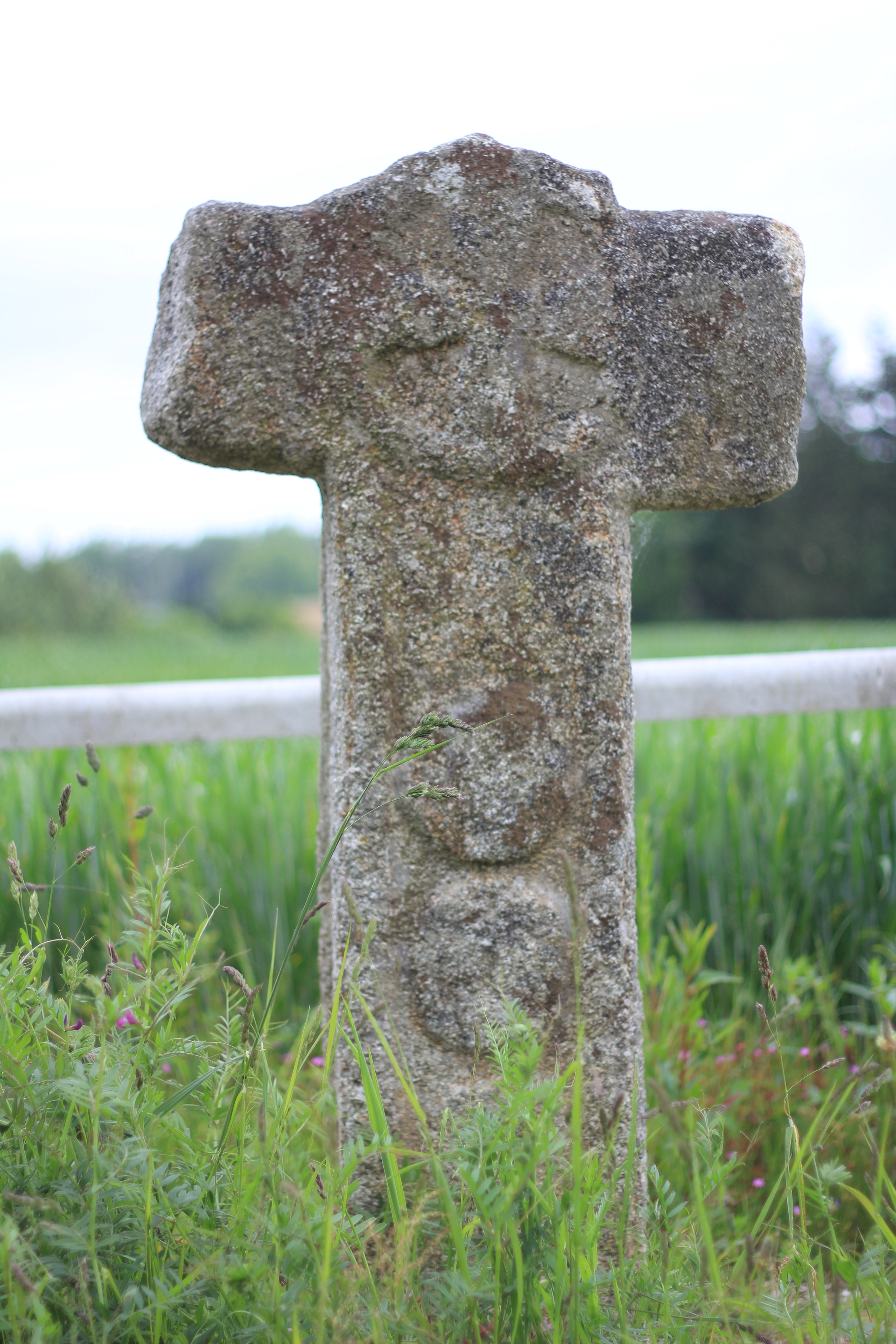
Kreuz von Kerofret
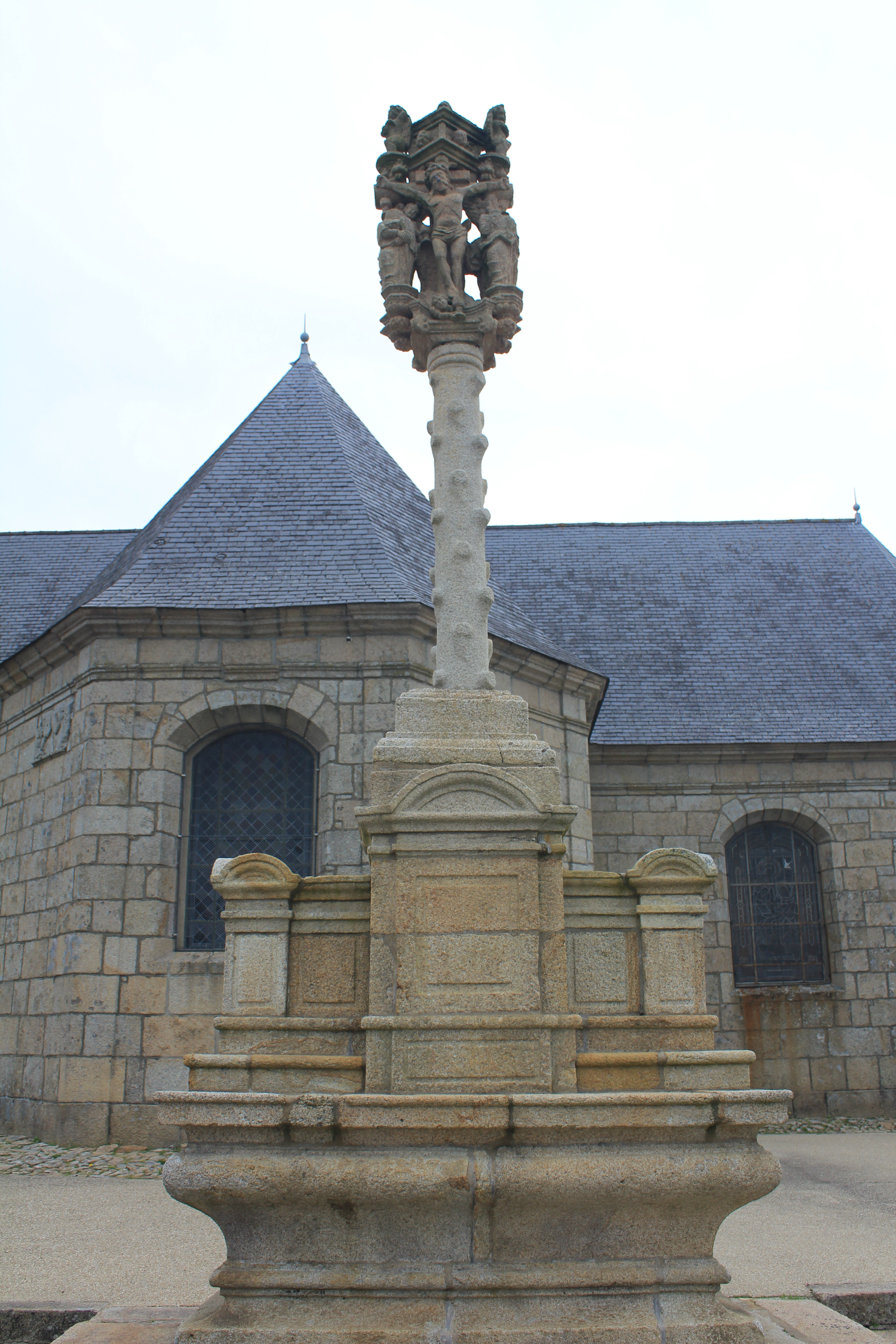
Calvaire